# 상지신
상지신(尙之信, 1636.8.2.-1680.10.9.)은 자(字)는 덕부(德符), 호(號)는 백암(白岩), 별칭 엄답공(俺答公)이다.틀:RefGT 한군(漢軍) 양람기(鑲藍旗) 출신 기인(旗人)이다.틀:RefGT 본적은 산서(山西) 홍동(洪洞)이다.틀:RefGT 평남왕(平南王) 상가희(尙可喜)의 장남이다. 상지신은 어렸을 적에 입궁하여 시위(侍衛)가 되었고, 순치제(順治帝)는 그에게 공(公)에 해당하는 작위를 주었다. 이후 상지신은 광동(廣東)으로 돌아가 상가희를 보좌하며 번 내의 군정을 담당하였다. 상지신은 대권을 장악하면서 상가희와 여러 차례 대립하였다. 상지신은 술에 취하면 사람을 쉽게 죽였기에 상가희는 조정에 상주하여 차남 상지효(尙之孝)에게 평남왕 작위를 세습하도록 청하였다. 삼번의 난(三藩之亂) 중에 상지신은 오삼계(吳三桂)의 초토대장군(招討大將軍) 및 보덕친왕(輔德親王)의 직책과 관직을 받았으며 반청(反淸) 활동을 펼쳤다. 그러나 얼마 후, 오삼계와 사이가 틀어지면서 곧바로 청에 항복하였고 분무대장군(奮武大將軍)에 봉해졌으며 평남친왕(平南親王)을 세습하였다. 강희(康熙) 19년(1680) 여전히 배반의 뜻을 품고 있다는 혐의로 집안 사람과 부장들에 의해 고발되었다. 강희제(康熙帝)는 광주(廣州)에 있던 상지신에게 사사(賜死)하였다.

## 생애

### 초기
상지신은 청(淸) 숭덕(崇德) 원년(1636) 7월 2일 술시(戌時)에 평남왕(平南王) 상가희(尙可喜)의 차남으로 태어났다. 모친은 호씨(胡氏)이다. 상가희의 장남이자 상지신의 큰형 상지충(尙之忠)은 백부 상가진(尙可進)의 양자로 갔기 때문에 상지신이 사실상 장남 역할을 하였다.틀:RefGT 상지신은 어려서 용감하였고 술을 좋아했으며 작은 것에 얽매이지 않는 성격이었다.틀:RefGT 어려서는 아버지를 좇아 진소(鎭所)에 머물렀다.틀:RefGT。순치(順治) 연간, 상지신은 입궁하여 시위(侍衛) 직을 맡았고, 순치제(順治帝)는 상가희가 공이 많다는 이유로 상지신에게 공(公)과 같은 작위를 내리면서틀:RefGT '안달(安達, 만주어로 '의형제', '절친한 친구', '어렸을 적 친구'를 뜻하는 안다anda의 음역어)'이라고 칭하였다. 이로 인하여 상지신은 엄답공(俺答公, 俺答은 anda의 음역어)의 칭호가 생기게 되었다.틀:RefGT 강희(康熙) 10년(1671), 상가희는 연로한 것을 이유로 상지신을 광동으로 돌려보내어 번의 군무를 맡게 할 것을 요청하였고, 강희제(康熙帝)는 이를 윤허하였다. 상지신은 광동으로 돌아간 이후 사택을 짓고 대권을 장악하였으며, 이로 인해 상가희와 자주 부딪혔다.틀:RefGT 상가희의 막료(幕僚) 김광(金光)은 상지신이 하는 일마다 반감을 가졌고 항상 상가희에게 상지신을 음해할 계책을 건의하였다.틀:RefGT 강희 12년(1673), 상가희는 김광의 건의를 들은 후, 자신은 좌령(佐領) 2명을 데리고 고향 요동(遼東) 동해성(東海城)으로 돌아가며 상지효(尙之孝)에게 평남왕 작위를 세습하게 할 것을 요청하였다.틀:RefGT 강희제는 이를 계기로 번의 철폐를 선포하였고, 그 결과 오삼계가 반란을 일으키면서 삼번의 난이 발생, 조정에서는 긴급히 상씨의 번을 철폐하는 것을 중지하는 명령을 내리고 상가희에게 광동에 남을 것을 명령하였다.틀:RefGT

### 오삼계 세력으로의 합류
삼번의 난이 발생하자, 상가희는 청조에 계속 충정을 보였으나, 조주총병(潮州總兵) 유진충(劉進忠)은 반란에 가담하였다. 상가희는 차남 상지효를 파견하여 유진충을 토벌하도록 지시하였다.틀:RefGT 상가희는 상지신이 술에 취하면 으레 사람을 죽이는 것에 불만을 가지고 있었고, 상지효에게 평남왕 작위를 세습하게 할 것을 상주로 요청하였다. 강희제는 상가희의 충성을 가상하게 여겨 그 청을 윤허하였고, 상지효는 평남대자군(平南大將軍)에, 상지신은 토구장군(討寇將軍)에 봉하였다.틀:RefGT 이로 인해 상지신은 불만을 갖게 되고 집안 사람들을 끌어 모아 계략을 내었고, 상지효는 평남친왕의 작위를 사양한다는 상주를 하였다.틀:RefGT 강희 15년(1676) 봄, 상가희가 중병에 걸리자 총병 조택청(祖澤淸)과 손해종(孫楷宗), 수사부장(水師副將) 조천원(趙天元)이 잇달아 반란을 일으켰으며, 손연령(孫延齡), 경정충(耿精忠), 정경(鄭經) 세력이 분분히 광동을 침략하는 등 사태가 급박하게 돌아갔다. 상지신은 기회를 틈타 평남왕부(平南王府)를 병사로 둘러싸 포위하였고 김광을 죽였으며 상지효의 병권을 파하고 오삼계에게 투항하였다. 상가희는 자살을 시도했으나 미수에 그쳤고 얼마 후 실의에 빠져 우울 속에 생을 마감하였다.틀:RefGT 오삼계는 상지신에게 초토대장군보덕공(招討大將軍·輔德公)을 수여하였고, 얼마 후 보덕친왕(輔德親王)으로 승진시켰다.틀:RefGT 오삼계는 동중민(董重民)도 양광총독(兩廣總督)으로 임명하여 조경(肇慶)에 주둔시키고, 사궐부(謝厥扶)를 장군(將軍)으로 임명하여, 수륙 양방향으로 호응하게 하였으며, 상지신에게도 출병을 여러 차례 재촉하였다. 상지신은 금 10만량을 뇌물로 주자 재촉이 멈추었다.틀:RefGT 상지신은 오삼계가 광동 업무에 간섭하는 것이 불만이었기에 다시 청에 투항할 계책을 몰래 짰다. 상지신은 대장군(大將軍) 라부(喇布)를 전방에 파견하여 대죄입공(戴罪立功, 죄를 지은 신하가 공을 세우겠다는 의미)의 뜻을 밝혔고, 강희제는 상지신을 안무하였다. 강희 16년(1677) 상지신은 동중민을 체포하였고 사궐부의 군대는 패배하여 바다로 도주하자, 상지신은 도통(都統) 상지영(尙之瑛)을 파견하여 청군을 맞이하게 하였다. 강희제는 상가희가 청에 보인 공훈이 크기에 상지신을 용서하고 그에게 평남친왕 작위를 세습하게 하였고, 반란군은 모두 옛 직함을 회복시켰으며, 상지신은 마침내 사신을 보내어 입공(入貢)하였다.틀:RefGT

### 청으로의 투항
강희 16년 가을, 부굉렬(傅宏烈)은 광주에서 오세종(吳世琮)과 작전을 펼쳤으며, 상지신은 총병 상종지(尙從志) 등 3천명을 지원군으로 보냈다. 강희제는 상지신에게 소주(韶州)에서 출병하여 의장(宜章), 침주(郴州), 영주(永州)를 함락하도록 지시하였고, 상지신은 광동 토적이 많다는 이유로 주저하였다. 망이투(莽依圖)가 소주를 공격하자, 강희제는 상지신에게 오주(梧州)로 병력을 이동시킬 것을 지시하였으나, 이번에도 상지신은 따르지 않았다. 망이투가 이끄는 부대가 광서(廣西)로 깊이 들어가자, 강희제는 상지신에게 대응할 것을 지시하였지만, 상지신은 다시 광동 세 군(郡)이 이제 막 평정되었다는 것을 이유로 대충 둘러댔고, 이후 강희제의 강력한 명령에 의하여 상지신은 부장 왕국동(王國棟)을 파견하여 의장으로 보내었다.틀:RefGT 강희 17년(1678) 오삼계가 병사하였고 상지신은 광서로 진격할 것을 자청하였다. 강희제는 상지신에게 분무대장군 직을 내렸고 나머지 대군과 함께 진격하도록 하였다.틀:RefGT 강희 18년(1679), 조천원이 청에 투항하자 상지신은 조천원을 처형할 것을 상주하였다. 대군이 횡주(橫州)에 이르자 상지신은 병을 핑계로 돌아갔으며, 총병 시응운(時應運)을 망이투에게 보내었다. 오주(吳周) 부대가 무선(武宣)을 점령하자, 강희제는 상지신의 출병을 반복하여 재촉했다.틀:RefGT 강희 19년(1680) 봄, 상지신은 대군을 직접 이끌고 무선을 공격하였다.틀:RefGT

### 사사 이후
상지신은 시기심이 커서 상지효와 불화하였고, 상지효가 매년 병사를 거느리자 상지신은 상지효가 광주에 머무는 것을 싫어하였기에, 마침내 상지효를 배제시켜 북경으로 돌아가게 할 것을 요청하는 상주를 올렸다.틀:RefGT 이외에도 상지신은 포악하여 술에 취하면 곧바로 노하였고 항상 검이나 활을 가지고 사람을 상해하였으며 부하에게도 사사롭게 형벌을 내려 능욕하였다. 손해종이 다시 청에 투항하자 강희제는 그 죄를 용서하였으나, 상지신은 도리어 그를 장으로 쳐 죽였다.틀:RefGT 부장 왕국동, 상지장(尙之璋), 영천조(甯天祚) 등이 원한을 품고 상지신을 제거할 것을 몰래 꾀하였으며 순무(巡撫) 김준(金儁)과 함께 상주를 올려 상지신이 포악하며 배반의 뜻을 품고 있다고 보고하였다. 강희제는 상지신을 체포하여 광주로 보낼 것을 지시하였고, 상지신은 항변하였으나 관직과 작위를 박탈당하고 북경으로 소환되었다.틀:RefGT 부장 이천식(李天植)은 왕국동이 상지신을 고발한 것에 대하여 원한을 품고, 상지신의 동생인 상지절(尙之節), 상지황(尙之璜), 상지영(尙之瑛)과 함께 논의하여 왕국동을 유인하여 살해하였으나, 후에 모두 라이타(賚塔)에게 체포되었다.틀:RefGT 강희 19년(1680) 윤8월 17일,틀:RefGT 상지신에게 자결을 하라는 명이 내려졌으며, 처와 자식들은 관에 몰수되었다. 상지절, 상지황, 상지영, 이천식은 처형되었다.틀:RefGT
상지신은 광주 서쪽 보자사(報資寺)에 매장되었다.틀:RefGT 사후 상씨 번은 철폐되었고, 15개 좌령(佐領)은 모두 한군(漢軍)에 예속되어 광주에 주둔하였다.틀:RefGT 상씨 가족은 북경으로 소환되었고 자제들은 5개 좌령에 편성되었으며 한군양람기(漢軍鑲藍旗)에 예속되었다. 이중 제3참령(第三參領) 제5좌령(第五佐領)은 훈구좌령(勳舊佐領)이었으며 상씨 가족이 세습하게 하였다.틀:RefGT 강희 41년(1702), 강희제는 특지를 내려 상지신의 처와 자식들을 친정에 돌려보내었고, 전답과 가옥 및 노복을 하사하였으며, 딸 5명은 배필을 골라 결혼시켰다.틀:RefGT 『상씨종보(尙氏宗譜)』에 의하면, 강희제가 상지신을 복권하면서 '정성(貞誠, 충정이 있고 진실하다)'하다고 인정하였고, 상씨 내에서도 상지신은 '겉으로는 역도를 따랐지만 실제로는 조정의 지방을 보존하였다(陽爲順逆, 實保地方)'라고 평가하였으며, 건륭(乾隆) 중기 종보 속서(續序)에도 설명이 되어 있다.틀:RefGT 일부 학자는 상씨 가문이 강옹건시대(康雍乾時代)에는 사실을 날조할 수 없었기에 이런 평가가 어느 정도 신뢰성이 있다고 본다.틀:RefGT 그러나 청대사 학계에서는 상지신이 오삼계에게 의탁한 것이 임시 방편이었는지를 둘러싸고 여전히 논쟁 중이다.틀:RefGT

## 가족
- 모친 호씨(胡氏)
  - 처 경씨(耿氏) : 정남충민왕(靖南忠敏王) 경계무(耿繼茂)의 딸틀:RefGT
    - 아들 상숭일(尙崇溢) 등 3명틀:RefGT
    - 딸 5명틀:RefGT : 1명은 달라이(達賴)의 본처, 달라이는 추봉호쇼장친왕(追封和碩莊親王) 슈르하치(舒爾哈齊, 누르하치 동생)의 현손, 추봉도로호후이버일러(追封多羅和惠貝勒) 자이상우(寨桑武)의 증손, 진국대장군(鎮國將軍) 로토(洛託)의 손자, 혁퇴2등시위(革退二等侍衛) 다후(達祜)의 사남.틀:RefGT

## 같이 보기
틀:Wikisource further reading

## 참고자료
인용
틀:RefGF
출처
- 李林 (2006). 《《满族宗谱研究》》. 辽宁民族出版社. ISBN 9787807221715.
- 李治亭 (2005). 《《吴三桂大传》》. 江苏教育出版社. ISBN 9787534369520.
- 刘庆华 (2010). 《《满族家谱序评注》》. 辽宁民族出版社. ISBN 9787807229445.
- 佚名撰、王中翰注 (1987). 《《清史列传》》. 中华书局. ISBN 9787101003703.
- 赵尔巽等 (1988). 《《清史稿》》. 中华书局. ISBN 9787101007503.